# Robin Blaze
Robin Blaze (* 1971 in Manchester) ist ein englischer Opernsänger (Countertenor).

## Leben
Blaze ist der Sohn des Berufsgolfers Peter Blaze und wuchs in Shadwell in der Nähe von Leeds auf. Seine Schulausbildung erfolgte an der Leeds Grammar School, der Uppingham School und dem Magdalen College in Oxford.
Nach seiner ersten Soloaufnahme als Knabensopran mit Stephen Lomas wurde er Chormitglied beim Magdalen College, wo er auch Aufnahmen mit dem Dufay Consort machte. Nach dem Collegeabschluss gewann er ein Postgraduiertenstipendium an dem Royal College of Music, wo er seine Ausbildung mit Michael Chance und Ashley Stafford fortsetzte. Neben Gesang studierte er auch Flöte, Klavier und Orgel. Danach wurde er Professor für Gesangsstudien am Royal College of Music.

## Opernrollen
Blaze zeigte unter anderen Opernrollen den
- Anfinomo in Monteverdis Il ritorno d’Ulisse in patria (Teatro Nacional de São Carlos, Lissabon)
- Narciso in Händels Agrippina (Karlsruhe)
- Unulfo in Händel’s Rodelinda (Broomhill Opera Festival, Regisseur: Jonathan Miller)
- Athamas in Händel’s Semele (Royal Opera House und English National Opera, Dirigent: Charles Mackerras)
- Didymus in Händel’s Theodora (Glyndebourne Festival Opera)
- Arsamenes in Händel’s Xerxes (English National Opera)
- Hamor in Händel’s Jephtha (English National Opera und Welsh National Opera)
- Bertarido in Händel’s Rodelinda (Glyndebourne Touring Opera und Internationale Händel-Festspiele Göttingen)
- Rinaldo in Händel’s Rinaldo (Internationale Händel-Festspiele Göttingen)
- Oberon in Brittens A Midsummer Night’s Dream (English National Opera)
- Rupert Brooke in Geraint Lewis’s A Shining Piece[1]

## Aufführungen
Blaze trat u .a. unter folgenden Dirigenten auf: Harry Christophers, Stephen Cleobury, John Eliot Gardiner, Philippe Herreweghe, Richard Hickox, David Hill, Christopher Hogwood, René Jacobs, Robert King, Ton Koopman, Nicholas Kraemer, Gustav Leonhardt, Paul McCreesh, Nicholas McGegan, Trevor Pinnock und Masaaki Suzuki.
Aufführungen hatte Blaze u. a. mit den Orchestern und Ensembles für historische Aufführungspraxis wie der Academy of Ancient Music, Akademie für Alte Musik Berlin, Amsterdam Baroque Orchestra & Choir, Bach Collegium Japan, Berliner Philharmoniker, BBC Philharmonic Orchestra, La Chapelle Royale, City of London Sinfonia, Collegium Musicum 90, Collegium Vocale, The English Concert, Fretwork, Gabrieli Consort (gegründet 1982 von Paul McCreesh), Hallé Orchestra, Hanover Band, Israel Chamber Orchestra, King’s Consort, Manchester Camerata, National Symphony Orchestra, Radio Filharmonisch Orkest, Royal Northern Sinfonia, Orchestra of the Age of Enlightenment, Florilegium, Palladian Ensemble, The Parley of Instruments, Philadelphia Orchestra, Royal Flanders Philharmonic, Royal Liverpool Philharmonic Orchestra, RIAS Kammerchor, Saint Paul Chamber Orchestra, Scottish Chamber Orchestra, The Sixteen, Tafelmusik Baroque Orchestra and Chamber Choir und Winchester Cathedral Choir.
Blaze arbeitet regelmäßig mit dem britischen Pianisten und Liedbegleiter Graham Johnson und der Lautenistin Elizabeth Kenny.
Er ist an dem Dieterich Buxtehude – Opera Omnia-Projekt des Ton Koopman und des Amsterdam Baroque Orchestra & Choir beteiligt, um das Gesamtwerk von Dieterich Buxtehude aufzunehmen.

## Diskografie
Blaze hat inzwischen über 50 Solo-Einspielungen, darunter die vollständigen Bachkantaten für Masaaki Suzuki und BIS Records, sowie eine Serie von Liedrezitalen mit Elizabeth Kenny für Hyperion. Seine CD mit Händel-Duetts zusammen mit Carolyn Sampson war für den Gramophone Award nominiert. Seine Aufnahme von Thomas Adès’ „The Lover in Winter“ gewann den Gramophone-Preis für Zeitgenössische Musik. 